# Le Grand-Saconnex
Le Grand-Saconnex (/lə ɡʀã sakɔnɛ/) est une ville et une commune suisse du canton de Genève.

## Géographie
La commune se situe sur la rive droite du Léman, à 3,5 km au nord-nord-est de Genève.
Elle comprend les localités de Aéroport - Arena, Aéroport - fret, Les Blanchets, Grand-Saconnex - Organisations, Grand-Saconnex - village, La Tour - Chapeau-du-Curé, Le Pommier, Grand-Saconnex - Marais, Le Jonc et Palexpo. Elle est limitrophe de Bellevue, Pregny-Chambésy, Genève, Vernier et Meyrin, ainsi que de la commune de Ferney-Voltaire en France.
Son territoire s'étend sur 4,38 km2. Lors du relevé de 2013-2018, les surfaces d'habitations et d'infrastructures représentaient 89,3 % de sa superficie, les surfaces agricoles 8,9 %, les surfaces boisées 1,4 % et les surfaces improductives 0,0 %.

### Transports
Le Grand-Saconnex possède de nombreux arrêts de bus, desservis par les Transports publics genevois (TPG). Parmi eux, l'arrêt ayant le plus de correspondances est Grand-Saconnex, place, desservi par les lignes de bus 5, 8, 50, 53, 55, 58 et 59.

## Toponymie
Le nom de la commune, qui se prononce /lə ɡʀã sakɔnɛ/, se compose de l'adjectif grand, servant à la distinguer du Petit-Saconnex, et d'un nom de personne latin, probablement Sacco, Saccone suivi du suffixe celtique -acum, qui désigne un lieu. Il désignait donc un domaine détenu par un Sacco, sa famille ou son clan.
Sa première occurrence écrite date de 1128, sous la forme de Saconai.
La commune se nomme Le Grant-Saquenèx en patois genevois[réf. nécessaire].

## Histoire
Plusieurs cimetières burgondes et mérovingiens ont été retrouvés sur la commune. Les fondements de l'église Saint-Hippolyte remontent au VIe siècle. Le chœur cistercien de l'église actuelle date du XIIe siècle et sa nef de 1847. Passé sous contrôle protestant durant la Réforme, le culte catholique n'y fut rétabli qu'en 1685 après la révocation de l'édit de Nantes.
Le Grand-Saconnex est conquis par les Bernois en 1536 et passe sous souveraineté française par le traité de Lyon en 1601. La commune devient alors un relais sur la route de Genève à la Bourgogne par le col de la Faucille.
En 1790, il intègre le département de l'Ain.
En 1798, après l'annexion de Genève, il intègre le département du Léman.
En vertu du traité de Paris de 1815, Le Grand-Saconnex est rattaché au canton de Genève comme cinq autres villes (Pregny, Collex-Bossy, Versoix, Meyrin et Vernier) du pays de Gex pour permettre l'entrée du canton de Genève dans la Confédération suisse après 1815. En effet, la Suisse exigeait que la République de Genève ait une frontière commune avec le canton de Vaud. L'accord entre la France et la Suisse sur ce transfert de souveraineté a abouti le 10 octobre 1816.

## Population et société

### Gentilé
Les habitants de la commune se nomment les Saconnésiens.

### Démographie

#### Évolution de la population
La commune compte 12 806 habitants au 31 décembre 2023 pour une densité de population de 2 924 hab/km2. Sur la période 2010-2023, sa population a augmenté de 12,0 % (canton : 14,6 % ; Suisse : 9,4 %).  

#### Pyramide des âges
En 2023, le taux de personnes de moins de 30 ans s'élève à 35,9 %, au-dessus de la valeur cantonale (33,7 %). Le taux de personnes de plus de 60 ans est quant à lui de 21 %, alors qu'il est de 22,2 % au niveau cantonal.
La même année, la commune compte 6 185 hommes pour 6 621 femmes, soit un taux de 48,3 % d'hommes, similaire à celui du canton (48,3 %).
| Hommes | Classe d’âge | Femmes |
| ------ | ------------ | ------ |
| 0,7    | 90 ans ou +  | 1,4    |
| 5,8    | 75 à 89 ans  | 8,4    |
| 12,8   | 60 à 74 ans  | 12,8   |
| 22,8   | 45 à 59 ans  | 23,8   |
| 19,3   | 30 à 44 ans  | 20,4   |
| 19,6   | 15 à 29 ans  | 16,9   |
| 19,0   | - de 14 ans  | 16,3   |

| Hommes | Classe d’âge | Femmes |
| ------ | ------------ | ------ |
| 0,7    | 90 ans ou +  | 1,5    |
| 6,5    | 75 à 89 ans  | 8,8    |
| 13,0   | 60 à 74 ans  | 13,8   |
| 21,7   | 45 à 59 ans  | 21,5   |
| 22,9   | 30 à 44 ans  | 22,4   |
| 18,6   | 15 à 29 ans  | 17,2   |
| 16,7   | - de 14 ans  | 14,8   |

## Politique
Le Conseil administratif est composé de trois conseillers administratifs, dont l'un exerce les fonctions de maire pour un an. Ils se répartissent les dicastères pour la législature de cinq ans.
Le Conseil municipal est composé de 27 membres. Il est dirigé par un bureau composé d'un président, d'un vice-président et d'un secrétaire. Des commissions, dans lesquelles les partis élus au conseil municipal sont représentés par 1 ou 2 commissaires, proportionnellement à leur nombre de sièges en plénière, traitent des sujets particuliers : finances, bâtiments, affaires sociales, etc.

### Membres du Conseil administratif (législature 2020-2025)
L'exécutif de la commune, entré en fonction le 1er juin 2025, se compose de la façon suivante :
| Identité               | Étiquette | Étiquette | Fonction (Période 2025-2026) | Dicastères  |
| ---------------------- | --------- | --------- | ---------------------------- | ----------- |
| Laurent Jimaja         |           | Les Verts | Maire                        | A compléter |
| Michel Pomatto         |           | PS        | Conseiller administratif     | A compléter |
| Valérie Tissot-Buchoux |           | PLR       | Conseillère administrative   | A compléter |

### Liste des conseillers administratifs
| Période                                  | Période     | Identité         | Étiquette | Étiquette | Qualité                                      |
| ---------------------------------------- | ----------- | ---------------- | --------- | --------- | -------------------------------------------- |
| Les données manquantes sont à compléter. |             |                  |           |           |                                              |
| 1er juin 1991                            | 31 mai 2003 | Gabriel Catillaz |           | PRD       |                                              |
| 1er juin 1991                            | 31 mai 2003 | Marcel Monney    |           | PDC       |                                              |
| 1er juin 1999                            | 31 mai 2007 | Pierre Gardet    |           | GAG       |                                              |
| 1er juin 2003                            | 31 mai 2011 | Arthur Plée      |           | PLR       |                                              |
| 1er juin 2003                            | 31 mai 2015 | Elisabeth Böhler |           | PLR       |                                              |
| 1er juin 2007                            | 31 mai 2020 | Jean-Marc Compte |           | PDC       | Maire en 2016-2017 et 2019-2020              |
| 1er juin 2011                            | 31 mai 2020 | Bertrand Favre   |           | PLR       | Maire en 2015-2016 et 2018-2019              |
| 1er juin 2015                            | en cours    | Laurent Jimaja   |           | Les Verts | Maire en 2017-2018, 2020-2021 et depuis 2024 |
| 1er juin 2020                            | en cours    | Michel Pomatto   |           | PS        | Maire en 2021-2022 et 2023-2024              |
| 1er juin 2020                            | en cours    | Sandra Portier   |           | GAG       | Maire en 2022-2023                           |

### Conseil municipal (législature 2025-2030)
Lors des élections municipales du 23 mars 2025, le Conseil municipal est renouvelé et représenté de la façon suivante :
| Parti                                     | Voix | Suffrages en % | +/-   | Sièges | +/- |
| ----------------------------------------- | ---- | -------------- | ----- | ------ | --- |
| Les Verts (PES)                           | 692  | 27,43 %        | 3,11  | 9 / 27 | 0   |
| Parti libéral-radical (PLR)               | 515  | 20,73 %        | 1,80  | 6 / 27 | 1   |
| Parti socialiste (PS)                     | 424  | 17,53 %        | 4,45  | 5 / 27 | 1   |
| Le Centre (LC) - Vert'libéraux            | 282  | 11,33 %        | 11,33 | 3 / 27 | 3   |
| Mouvement citoyens genevois (MCG)         | 226  | 9,07 %         | 9,07  | 2 / 27 | 2   |
| Union démocratique du centre (UDC)        | 181  | 7,15 %         | 2,86  | 2 / 27 | 1   |
| Groupe apolitique du Grand-Saconnex (GAG) | 161  | 6,75 %         | 5,91  | 0 / 27 | 3   |

## Économie
La commune compte seize missions diplomatiques ainsi que plusieurs organisations internationales tel que le Conseil Œcuménique des Églises, le siège de l'Union européenne de radio-télévision et la maison des parlements avec  l'Union interparlementaire (UIP).
Le territoire communal comprend notamment l'Aéroport international de Genève, la gare CFF de Genève-Aéroport, le palais d'exposition et de congrès Palexpo ainsi que le centre européen de DuPont de Nemours.

## Armoiries

Blason de la famille de Sacconay.

Drapeau de la Grand-Saconnex

Les armoiries de la commune sont celles de la famille de Sacconay légèrement modifiées. La famille de Sacconay étant aussi seigneur de Bursinel, expliquant pourquoi les armes des deux communes sont très proches.
La définition de ces armes est la suivante : Coupé d’argent au lion issant de gueules armé et lampassé d’or, et de sable à trois étoiles d’argent.
Au XVIIIe siècle, les armes de Sacconay disparaissent, à la suite du départ des seigneurs de ce nom. Elles réapparaissent au Grand-Saconnex par décision du Conseil municipal le 18 septembre 1914 qui les adopte comme armoiries communales. Elles sont approuvées par le Conseil d’État le 6 octobre 1914.

## Lieux et monuments

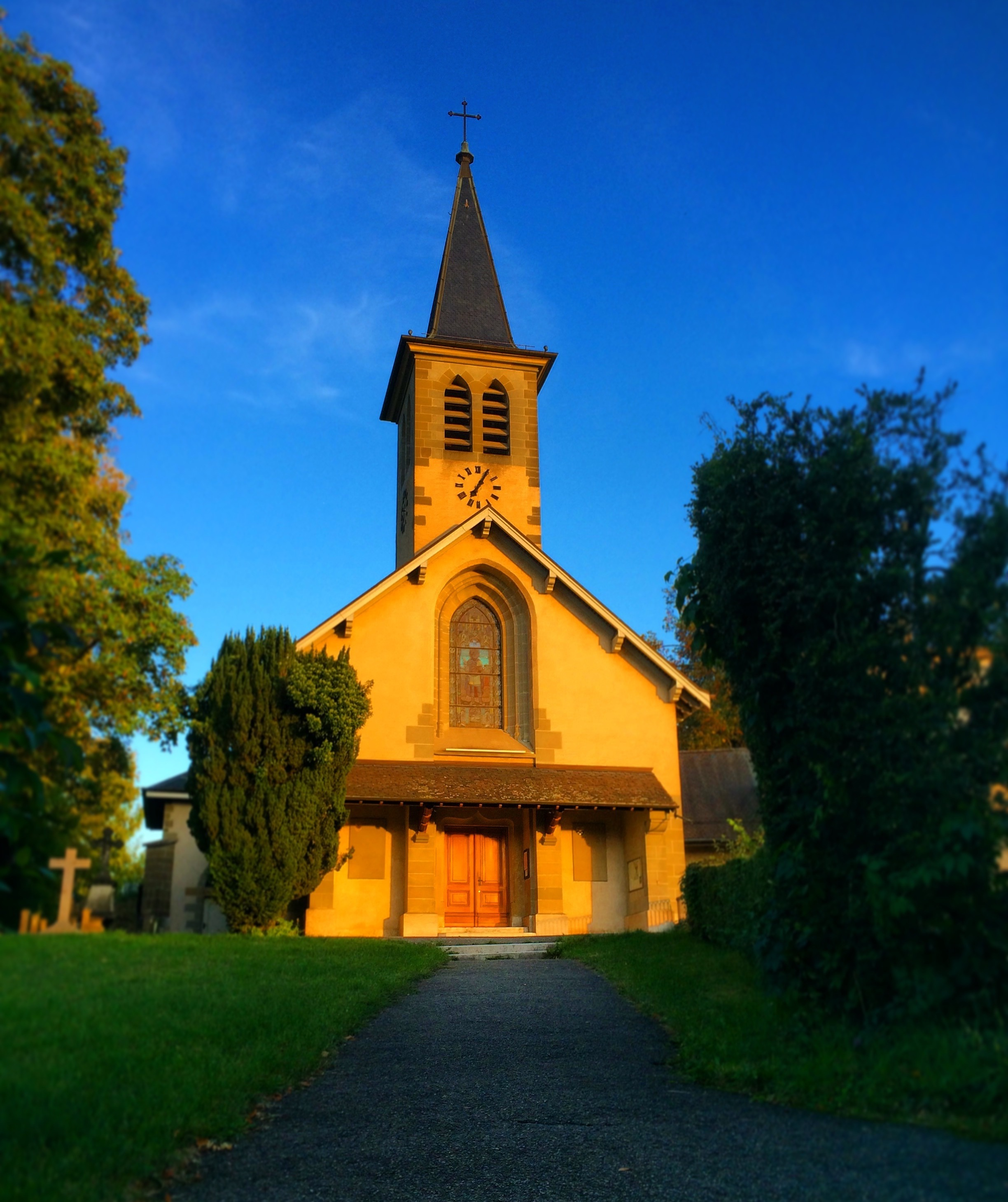
L'église catholique romaine Saint-Hippolyte.

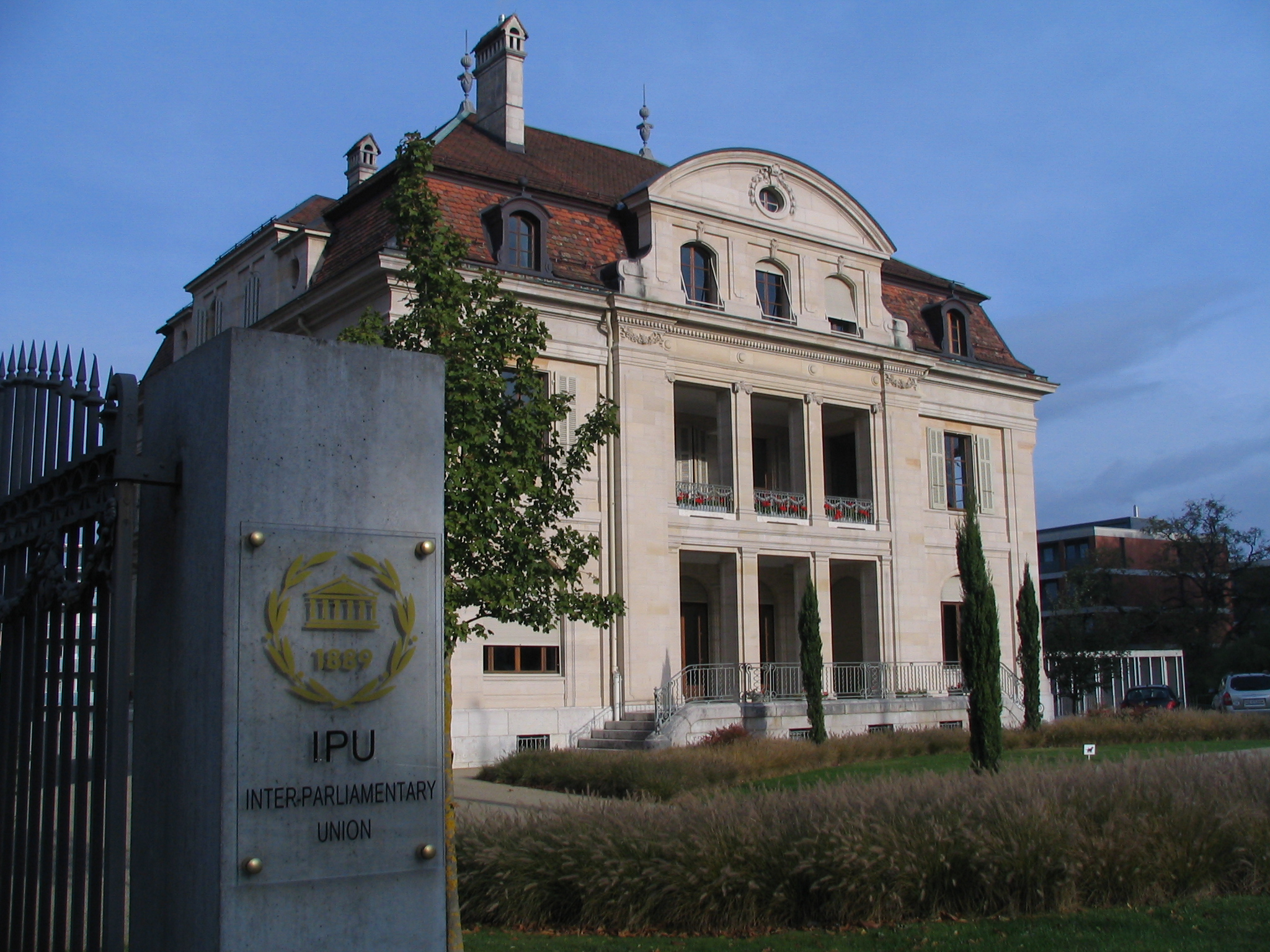
La Maison des Parlements, siège de l'Union interparlementaire depuis 2003.
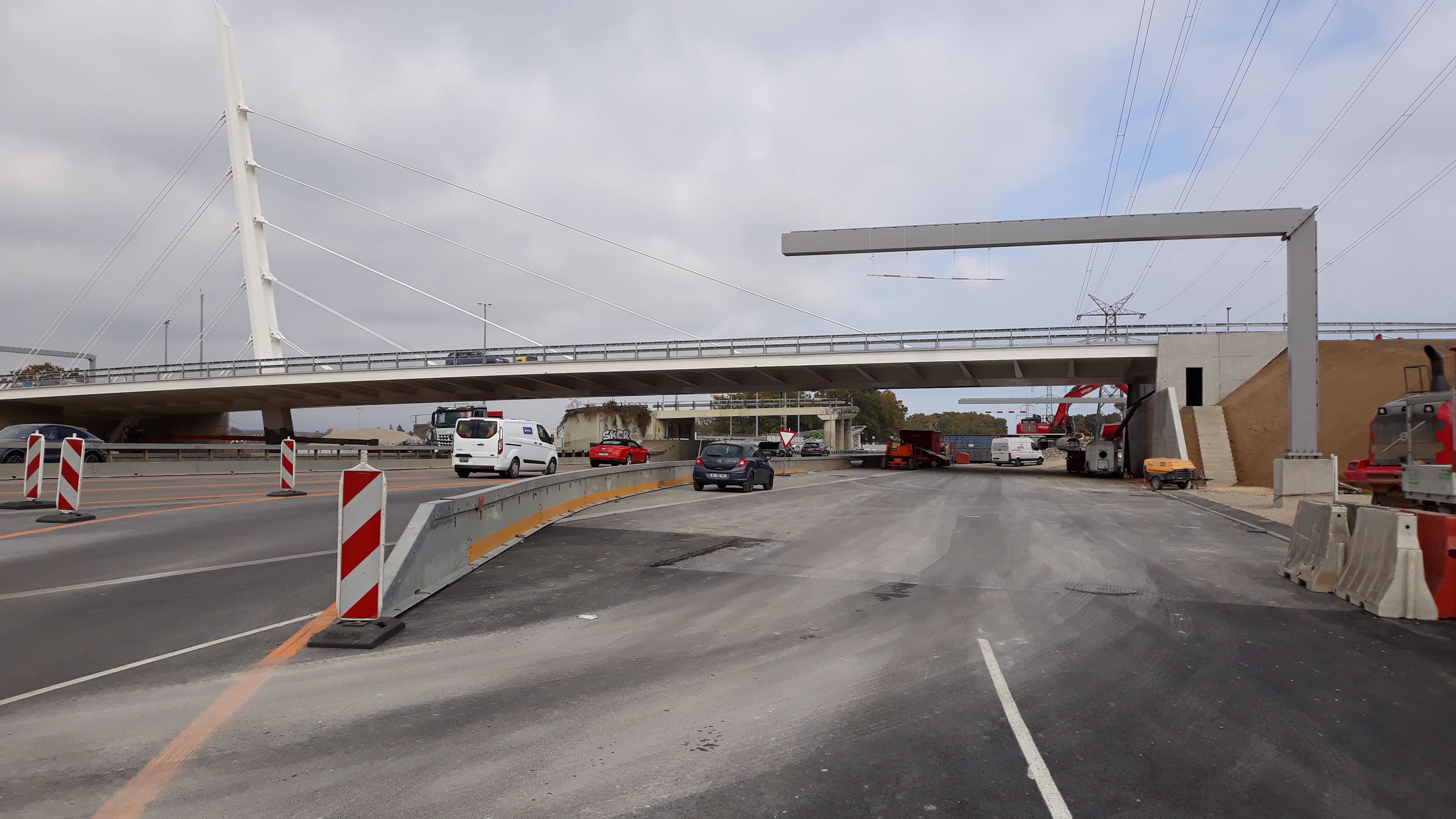
Le pont haubané sur la A1 en octobre 2021.

- La Maison des Parlements, siège de l'Union interparlementaire depuis 2003.
- La Maison des Compagnons, siège de l'Union compagnonnique et de diverses loges maçonniques.
- Deux segments du mur de Berlin[18],[19],[20].
- Arena de Genève, salle de spectacle pouvant accueillir jusqu'à 9 500 personnes, la plus grande de Suisse romande.
- La jonction autoroutière du Grand-Saconnex avec l'autoroute A1 et son pont haubané ouvert en octobre 2021.

## Jumelage
Le Grand-Saconnex est jumelé avec la ville bretonne de  Carantec (France) depuis 1976. Ce jumelage est mis en pause depuis une dizaine d'années, faute de succession à la tête des associations.

## Personnalités liées
- Louis Masi, coureur cycliste, y est né le 17 avril 1868.
- Jean Sindab habite dans la commune de 1986 à 1991.
- Johann Jakob Schweppe (1740-1821), inventeur du Schweppes.